# Pat Crerand
Pat Crerand (Glasgow, 1939. február 19. –) válogatott skót labdarúgó, középpályás, edző.

## Pályafutása

### Klubcsapatban
1958 és 1963 között a Celtic labdarúgója volt. 1963 és 1971 között az angol Manchester United játékosa volt, ahol két angol bajnoki címet és egy kupagyőzelmet ért el. Tagja volt az 1967–68-as idényben BEK-győztes csapatnak. 

### A válogatottban
1961 és 1965 között 16 alkalommal szerepelt a skót válogatottban.

### Edzőként
1972 és 1976 között a Manchester United segédedzője, 1976–77-ben a Northampton Town vezetőedzője volt.

## Sikerei, díjai
Manchester United
- Angol bajnokság (First Division)
  - bajnok (2): 1964–65, 1966–67
- Angol kupa (FA Cup)
  - győztes: 1963
- Angol szuperkupa (FA Charity Shield)
  - győztes (2): 1965, 1967
- Bajnokcsapatok Európa-kupája (BEK)
  - győztes: 1967–68
- Interkontinentális kupa
  - döntős: 1968